# اتحاد دوانس (كرة سلة)
اتحاد دوانس الرياضي (بالفرنسية: Association Sportive des Douanes) ويشتهر بـ AS Douanes، هو نادي كرة سلة سنغالي من داكار. يلعب حاليًا في الدوري السنغالي ويشارك قاريًا في دوري أفريقيا لكرة السلة (BAL).